# Rote Raben Vilsbiburg 2019-2020
Questa voce raccoglie le informazioni riguardanti il Rote Raben Vilsbiburg nelle competizioni ufficiali della stagione 2019-2020.

## Organigramma societario
Area direttiva
- Presidente: André Wehnert

Area tecnica
- Allenatore: Timothy Lippuner
- Allenatore in seconda: Lukasz Przybylak
- Assistente allenatore: Andreas Häußler
- Scout man: Andreas Häußler

Area sanitaria
- Medico: Karl-Heinz Attenberger, Rüdiger Meesters, Gudrun Mendler
- Fisioterapista: Maximilian Hartl, Maximilian Häußler

## Rosa
| N° | Nome            | Ruolo | Data di nascita  | Nazionalità sportiva |
| -- | --------------- | ----- | ---------------- | -------------------- |
| 2  | Daria Przybylak | S     | 30 agosto 1991   | Polonia              |
| 3  | Eszter Nagy     | C     | 1º novembre 1991 | Ungheria             |
| 5  | Lena Möllers    | P     | 6 gennaio 1990   | Germania             |
| 6  | Corina Glaab    | P     | 25 maggio 2000   | Germania             |
| 7  | Iris Scholten   | O     | 15 novembre 1999 | Paesi Bassi          |
| 8  | Nelmeira Valdez | S     | 22 aprile 1992   | Venezuela            |
| 9  | Myrthe Schoot   | L     | 29 agosto 1988   | Paesi Bassi          |
| 11 | Josepha Bock    | C     | 23 gennaio 2000  | Germania             |
| 12 | Neira Ortiz     | C     | 6 luglio 1993    | Porto Rico           |
| 13 | Paula Hötschl   | S     | 7 settembre 2000 | Germania             |
| 14 | Nikki Taylor    | O     | 23 luglio 1995   | Stati Uniti          |
| 15 | Jodie Guilliams | S     | 26 aprile 1997   | Belgio               |
| 16 | Paula Hötschl   | S     | 7 settembre 2000 | Germania             |
| 17 | Amelie Busch    | S     | 23 ottobre 2002  | Germania             |
| 18 | Alba Hernández  | C     | 3 ottobre 1994   | Porto Rico           |

## Risultati

### 1. Bundesliga

#### Girone di andata
| 1ª giornata - 5 ottobre 2019 Ballsporthalle, Vilsbiburg                  | Vilsbiburg     | 3 - 1 | Suhl          | 25-16, 21-25, 25-22, 29-27        |
| 2ª giornata - 12 ottobre 2019 Riethsporthalle, Erfurt                    | Erfurt         | 2 - 3 | Vilsbiburg    | 18-25, 20-25, 25-19, 25-20, 14-16 |
| 4ª giornata - 30 ottobre 2019 Ballsporthalle, Vilsbiburg                 | Vilsbiburg     | 2 - 3 | Schweriner    | 15-25, 22-25, 27-25, 25-22, 10-15 |
| 5ª giornata - 10 novembre 2019 Sporthalle Berg Fidel, Münster            | Münster        | 2 - 3 | Vilsbiburg    | 25-21, 15-25, 11-25, 25-19, 14-16 |
| 6ª giornata - 13 novembre 2019 Ballsporthalle, Vilsbiburg                | Vilsbiburg     | 2 - 3 | Dresdner      | 19-25, 25-21, 22-25, 25-22, 8-15  |
| 7ª giornata - 16 novembre 2019 Turmair Volleyballarena, Straubing        | FTSV Straubing | 3 - 2 | Vilsbiburg    | 25-14, 21-25, 11-25, 25-19, 15-12 |
| 8ª giornata - 30 novembre 2019 Ballsporthalle, Vilsbiburg                | Vilsbiburg     | 3 - 0 | Wiesbaden     | 25-16, 25-13, 28-26               |
| 9ª giornata - 7 dicembre 2019 MBS Arena Potsdam, Potsdam                 | Potsdam        | 3 - 0 | Vilsbiburg    | 25-18, 25-23, 25-17               |
| 10ª giornata - 14 dicembre 2019 Ballsporthalle, Vilsbiburg               | Vilsbiburg     | 1 - 3 | MTV Stoccarda | 28-26, 24-26, 19-25, 19-25        |
| 11ª giornata - 21 dicembre 2019 Sporthalle Neuköllner Straße, Aquisgrana | PTSV Aachen    | 1 - 3 | Vilsbiburg    | 21-25, 25-17, 19-25, 26-28        |

#### Girone di ritorno
| 12ª giornata - 15 gennaio 2020 Sporthalle Wolfsgrube, Suhl | Suhl          | 1 - 3 | Vilsbiburg     | 28-26, 23-25, 14-25, 17-25        |
| 13ª giornata - 18 gennaio 2020 Ballsporthalle, Vilsbiburg  | Vilsbiburg    | 3 - 1 | Erfurt         | 30-32, 26-24, 25-23, 25-14        |
| 15ª giornata - 29 gennaio 2020 ARENA Schwerin, Schwerin    | Schweriner    | 3 - 0 | Vilsbiburg     | 25-19, 25-21, 25-15               |
| 16ª giornata - 5 febbraio 2020 Ballsporthalle, Vilsbiburg  | Vilsbiburg    | 1 - 3 | Münster        | 18-25, 17-25, 25-16, 22-25        |
| 17ª giornata - 12 febbraio 2020 Margon Arena, Dresda       | Dresdner      | 2 - 3 | Vilsbiburg     | 25-12, 24-26, 23-25, 25-21, 12-15 |
| 18ª giornata - 22 febbraio 2020 Ballsporthalle, Vilsbiburg | Vilsbiburg    | 3 - 1 | FTSV Straubing | 25-23, 17-25, 25-9, 25-21         |
| 19ª giornata - 26 febbraio 2020 Halle am Platz, Wiesbaden  | Wiesbaden     | 1 - 3 | Vilsbiburg     | 18-25, 25-23, 17-25, 14-25        |
| 20ª giornata - 3 marzo 2020 Ballsporthalle, Vilsbiburg     | Vilsbiburg    | 0 - 3 | Potsdam        | 15-25, 22-25, 17-25               |
| 21ª giornata - 7 marzo 2020 SCHARRena, Stoccarda           | MTV Stoccarda | 3 - 0 | Vilsbiburg     | 25-22, 25-16, 25-18               |
| 22ª giornata - 14 marzo 2020 Ballsporthalle, Vilsbiburg    | Vilsbiburg    | -     | PTSV Aachen    | annullata                         |

### Coppa di Germania

#### Fase a eliminazione diretta
| Ottavi di finale - 2 novembre 2019 Sporthalle Höll-Ost, Dingolfing | Dingolfing | 0 - 3 | Vilsbiburg | 19-25, 15-25, 17-25               |
| Quarti di finale - 23 novembre 2019 Sporthalle Wolfsgrube, Suhl    | Suhl       | 3 - 2 | Vilsbiburg | 26-24, 15-25, 21-25, 25-21, 15-11 |

## Statistiche

### Statistiche di squadra
| Competizione      | Punti | In casa | In casa | In casa | In trasferta | In trasferta | In trasferta | Totale | Totale | Totale |
| Competizione      | Punti | G       | V       | P       | G            | V            | P            | G      | V      | P      |
| ----------------- | ----- | ------- | ------- | ------- | ------------ | ------------ | ------------ | ------ | ------ | ------ |
| 1. Bundesliga     | 30    | 9       | 4       | 5       | 10           | 6            | 4            | 19     | 10     | 9      |
| Coppa di Germania | -     | 0       | 0       | 0       | 2            | 1            | 1            | 2      | 1      | 1      |
| Totale            | -     | 9       | 4       | 5       | 12           | 7            | 5            | 21     | 11     | 10     |

G = partite giocate; V = partite vinte; P = partite perse